# Paul Duane
Paul Duane és un escriptor i director de televisió i cinema d'origen irlandès. Entre els seus crèdits de direcció destaquen Ballykissangel (1999), Casualty (2001), The Royal (2002), Small Potatoes (1999-2001), i Footballer's Wives (2003), Secret Diary of a Call Girl (2007-2011), Barbaric Genius (2011), Very Extremely Dangerous (2012), Natan (2013), Welcome to the Dark Ages (2019), i All You Need Is Death (2023).

## Carrera
Duane va començar la seva carrera dirigint episodis per a televisió, els crèdits inclouen Ballykissangel (1999), Casualty (2001), The Royal (2002), Small Potatoes (1999-2001), i Footballer's Wives (2003).
També ha realitzat diversos curtmetratges, inclòs "LSD 73!" (2003), basat en un guió original del novel·lista irlandès Patrick McCabe.
Va co-creat la sèrie ITV Secret Diary of a Call Girl (2007-2011), basada en the blog Belle de Jour. La productora irlandesa Screenworks va ser fundada per Duane i Rob Cawley l'any 2008. La seva primera producció va ser sobre la vida de l'autor londinenc-irlandès John Healy, Barbaric Genius (2011).
Pel·lícules més recents han estat Very Extremely Dangerous (2012), i Natan (2013), sobre el productor francès Bernard Natan.
El desembre de 2013, la revista Variety el va incloure com a part de la seva llista 10 Directors a veure.
Welcome to the Dark Ages (2019), originalment anomenada What Time Is Death?, va ser descrita com "el seu llarg estudi de noves activitats per part dels homes que solien ser KLF". El documental presenta el festival Welcome to the Dark Ages de 2017 de Bill Drummond i Jimmy Cauty a Liverpool, així com el seu pla The People's Pyramid, un projecte per construir una piràmide de maons cots a mà, cadascun amb les cendres d'una persona morta. La pel·lícula es va presentar al Festival Internacional de Cinema de Dublín de 2019.
Best Before Death (2019) ´s un documental sonre la gira pictòrica de Drummond 25 Paintings World Tour.
All You Need Is Death (2023), un llargmetratge de terror folk amb banda sonora d'Ian Lynch de Lankum, es va estrenar l'octubre de 2023 al Beyond Fest de Los Angeles.